# Kiribati nos Jogos Olímpicos
A nação insular de Kiribati participou pela primeira vez das Olimpíadas em 2004.
Sua delegação consistia no halterofilista Meamea Thomas e nos corredores Kakianako Nariki e Kaitinano Mwemweata.
Após participar dos Jogos da Comunidade Britânica pela primeira vez em 1998, Kiribati começou a trabalhar para se tornar membro do Comitê Olímpico Internacional. Durante um encontro do COI em Praga em 2003, Kiribati foi aceito na organização e foi convidado a participar dos Jogos Olímpicos de 2004. O nome do país foi pronunciado incorretamente por oficiais em todos os três idiomas -Inglês, Francês e Grego- durante a cerimônia de abertura.